# تصنيف الاضطرابات العقلية
تصنيف الاضطرابات العقلية والمعروف أيضًا باسم علم تصنيف الأمراض النفسية هو أحد الجوانب الرئيسية في الطب النفسي وغيرها من المهن الصحية العقلية ونقطة محورية لمن تم تشخيصهم. يوجد حاليًا اثنان من التصنيف الطبي تم إنشاؤها على نطاق واسع لتصنيف الأمراض العقلية— الفصل الخامس من التصنيف الدولي للأمراض (ICD-10) الذي وضعته منظمة الصحة العالمية (WHO) والدليل التشخيصي والإحصائي للأمراض العقلية (DSM-IV) الذي وضعته الجمعية الأمريكية للأطباء النفسيين(APA). ويعتقد أن قائمة تصنيف الاضطرابات العقلية تضم أنواعًا مختلفة عن بعضها البعض، وعلى الرغم من أنها تقاربت إلى حد كبير في التنقيحات الأخيرة بحيث تكون في كثير من الأحيان قابلة للمقارنة، لا تزال هناك اختلافات كبيرة. وقد تُستخدم مخططات تصنيف أخرى بصورة أكثر على الصعيد المحلي، على سبيل المثال التصنيف الصيني للاضطرابات العقلية. وهناك كتيبات أخرى يستخدمها أصحاب الانتماءات النظرية البديلة استخدامًا محدودًا، مثل الدليل التشخيصي للتحليل النفسي.
ويتم استخدام تصنيفات الدليل التشخيصي والإحصائي للأمراض العقلية والتصنيف الدولي للأمراض في توظيف التعريفات التشغيلية. وهناك جدل علمي كبير حول الصحة نظام التصنيف «التصنيفي» في مقابل «البُعدي»، وأيضًا جدل حول دور العلم والقيم في مخططات التصنيف والاستخدامات المهنية والقانونية والاجتماعية التي وضعت من أجلها.

## التعريفات
في الكتابات العلمية والأكاديمية حول تعريفات أو تصنيف الاضطرابات العقلية، يقول البعض إن الأمر كله أحكام قيمية (بما في ذلك ما هو طبيعي) بينما يقترح الطرف الآخر أنه من الممكن أن يكون موضوعي وعلمي (بما في ذلك الرجوع إلى معايير إحصائية); وهناك آراء أخرى تقترح أن الفكرة تشير إلى «النموذج الأولي المبهم» الذي لا يمكن أبدًا تعريفه بدقة، أو أن التعريف عادة ما يشمل مجموعة من الحقائق العلمية (مثال، الطبيعية أو وظيفة تطور لا تعمل بصورة صحيحة) والأحكام القيمية (مثل المضرة أو غير المرغوب فيها). تختلف مفاهيم الاضطراب العقلي اختلافًا كبيرًا طبقًا للثقافات والدول المختلفة، وقد تشير إلى أنواع أخرى من المشاكل الفردية والاجتماعية.
يفيد تقرير استقصاءات منظمة الصحة العالمية والاستقصاءات الوطنية أنه لا يوجد إجماع على تعريف الاضطراب/المرض العقلي، وتستخدم هذه العبارة بناءً على السياق الاجتماعي والثقافي والاقتصادي والقانوني في سياقات مختلفة في مجتمعات مختلفة. وتفيد منظمة الصحة العالمية أن هناك مناقشات مكثفة حول الحالات التي ينبغي أن تدرج في إطار مفهوم الاضطراب العقلي؛ وقد يشمل تعريف أوسع المرض العقلي والتخلف العقلي والاضطراب في الشخصية والإدمان، ولكن يختلف التضمين حسب الدولة حيث إنها قضية معقدة ومثيرة للجدل. وقد يكون هناك معيار يفيد إنه من غير المتوقع أن يكون للأمر علاقة بثقافة الفرد أو دينه. وعلى الرغم من استخدام مصطلح «عقلي»، فلا يشترط بالضرورة وجود اختلاف واضح يفصل بين الوظيفة العقلية والوظيفة الدماغية أو في الواقع بين الدماغ وباقي الجسم.
تتجنب معظم الوثائق السريرية الدولية مصطلح «المرض العقلي» مُفضلة مصطلح «الاضطراب العقلي» ومع ذلك، استخدم البعض مصطلح «المرض العقلي»، على أنه مصطلح شامل رئيسي يتضمن الاضطرابات النفسية. وتعارض بعض مؤسسات حركة المستهلكين/الناجين استخدام مصطلح «المرض العقلي» على أساس أنه يدعم سيطرة النموذج الطبي. ويستخدم أحيانًا مصطلح «الأمراض العقلية الخطيرة» (SMI) للإشارة إلى اضطرابات أشد خطورة وتستمر لفترة أطول في حين أن مصطلح «مشاكل الصحة العقلية» قد يستخدم على أنه مصطلح شامل، أو للإشارة فقط إلى حالات أكثر اعتدالاً أو عابرة بدرجة كبيرة. وغالبًا ما يحيط الارتباك بالطرق والسياقات التي تستخدم فيها هذه المصطلحات.
يتم تصنيف الاضطرابات النفسية عمومًا بصورة منفصلة إلى اضطراب عصبي أو صعوبات التعلم أو التخلف العقلي.

## التصنيف الدولي للأمراض ICD-10
التصنيف الإحصائي الدولي للأمراض (ICD) هو تصنيف تشخيصي قياسي دولي لمجموعة واسعة من الحالات الصحية. [[التصنيف الدولي للأمراض-10 الفصل الخامس: الفصل الخامس يركز على «الاضطرابات العقلية والسلوكية» وتتكون من عشر مجموعات رئيسية:
- F0: الاضطرابات العقلية العضوية، بما في ذلك العرضية
- F1: الاضطرابات العقلية والسلوكية نتيجة لتعاطي مواد ذات تأثير نفسي
- F2: اضطرابات انفصام الشخصية والاضطرابات الفصامية والوهامية
- F3: الاضطرابات [المؤثرة] في المِزاج
- F4: الاضطرابات العصبية والمتعلقة بالإجهاد والاضطرابات جسدية الشكل
- F5: المتلازمات السلوكية المرتبطة بالاضطرابات الفسيولوجية والعوامل المادية
- F6: اضطرابات الشخصية والسلوك عند البالغين
- F7: التخلف العقلي
- F8: اضطرابات التطور النفسي
- F9: الاضطرابات السلوكية والعاطفية عادة ما تحدث في بداية الطفولة ومرحلة المراهقة
- إضافة إلى ذلك مجموعة «الاضطرابات العقلية غير المحددة».

وفي كل مجموعة هناك العديد من التصنيفات الفرعية المحددة. يتضمن التصنيف الدولي للأمراض اضطرابات الشخصية في المجال نفسه على أنه اضطرابات عقلية أخرى، على عكس الدليل التشخيصي والإحصائي. وذكر التصنيف الدولي للأمراض-10 أن الاضطراب العقلي «مصطلح غير دقيق»، ومع ذلك يتم استخدامه بوجه عام«... ليعني ضمنًا وجود مجموعة من الأعراض المعروفة سريريًا أو السلوكيات المرتبطة في معظم الحالات بالضيق والتدخل في الوظائف الشخصية.» (منظمة الصحة العالمية، 1992).
تراجع منظمة الصحة العالمية تصنيفاتها في هذا القسم كجزءٍ من تطوير التصنيف الدولي للأمراض-11 (المقرر عقده في 2014)، وقد تم إنشاء «مجموعة استشارية دولية» لتوجيه هذا الأمر.

## الدليل التشخيصي والإحصائي الرابع للأمراض العقلية
الدليل التشخيصي والإحصائي الرابع أصدرته الجمعية الأمريكية للأطباء النفسيين، يصف الاضطراب العقلي على أنه «متلازمة سلوكية أو نفسية سريرية مهمة أو نمط يحدث للفرد... ويرتبط بضيق حاضر... أو العجز... أو زيادة الخطورة الكبيرة للمعاناة» ولكن... «لا يوجد تعريف دقيق يحدد على نحو كاف حدود مفهوم» الاضطراب العقلي«وتستدعي المواقف المختلفة تعريفات مختلفة» (الجمعية الأمريكية للأطباء النفسيين، 1994 و2000). ويذكر الدليل التشخيصي الإحصائي أنه «ليس هناك فرضية تقول إن كل تصنيف للاضطراب العقلي هو كيان منفصل تمامًا بحدود مطلقة تُفرقه عن غيره من الاضطرابات العقلية أو عن أي اضطراب عقلي».
يتكون دليل التشخيص الإحصائي الرابع (مراجعة النص، 2000) من خمسة محاور (مجالات) التي يمكن عن طريقها تقييم الاضطراب. المحاور الخمسة كالتالي:
المحور الأول: الاضطرابات السريرية (جميع الاضطرابات العقلية باستثناء اضطرابات الشخصية والتخلف العقلي)
المحور الثاني: اضطرابات الشخصية والتخلف العقلي
المحور الثالث: الحالات الطبية العامة (يجب أن تكون ذات صلة بالاضطراب العقلي)
المحور الرابع: المشكلات النفسية والبيئية (على سبيل المثال، شبكة الدعم الاجتماعي المحدودة)
المحور الخامس: التقييم العالمي للأداء (يتم تقييم الأداء النفسي والاجتماعي والمتعلق بالوظيفة في سلسلة متواصلة بين الصحة العقلية والاضطراب العقلي المفرط)
التصنيفات الرئيسية للاضطرابات في دليل التشخيص الإحصائي كالتالي:
| مجموعة دلائل التشخيص الإحصائي | أمثلة                                      |
| --- | ------------------------------------------ |
| عادة ما يتم تشخيص الاضطرابات عند الأطفال الرضع أولاً أو في مرحلة الطفولة أو المراهقة. *اضطرابات مثل قصور الانتباه وفرط الحركة والصرع يشار إليهما أيضًا على أنهما اضطرابات إنمائية وإعاقة إنمائية. | التخلف العقلي، قصور الانتباه وفرط الحركة   |
| الهذيان والخرف والنسيان وغيرها من الاضطرابات الإدراكية | مرض الزهايمر                               |
| الاضطرابات النفسية بسبب حالة طبية عامة | ذهان ذو صلة بالإيدز                        |
| الاضطرابات المتعلقة بتعاطي المواد | معاقرة الكحول، تعاطي المخدرات              |
| الفصام وغيره من اضطرابات الذهان | اضطراب الوهامية                            |
| اضطراب مزاجي (اضطراب وجداني) | الاكتئاب واضطراب ثنائي القطب               |
| اضطرابات القلق | اضطراب القلق العام واضطراب القلق الاجتماعي |
| اضطرابات جسدية | اضطراب جسدي الشكل                          |
| اضطرابات متكلفة | متلازمة مونخهاوزن                          |
| اضطرابات انفصامية | تعدد شخصية فصامي                           |
| الجنسي واضطرابات هوية الجنس | عُسر الجماع، اضطراب الهوية الجنسية          |
| اضطرابات الأكل | قهم عصابي، نهام عصبي                       |
| اضطرابات النوم | الأرق                                      |
| اضطرابات السيطرة على الانفعالات غير المصنفة في مكان آخر | مرض السرقة                                 |
| اضطرابات التكيف | اضطراب التكيف                              |
| اضطرابات الشخصية | اضطراب الشخصية النرجسية                    |
| وغير ذلك من الحالات التي قد تُركز على الاهتمام السريري | خلل الحركة المتأخر، العنف ضد الأطفال       |

## مخططات أخرى
- التصنيف الصيني للاضطرابات العقلية خاص بـالجمعية الصينية للطب النفسي (النسخة الحالية CCMD-3)
- دليل أمريكا اللاتينية لتشخيص الأمراض النفسية (GLDP).[13]